# Cécile Rap-Veber
Cécile Rap-Veber, née le 5 septembre 1970 à Paris, est une dirigeante d’entreprise française. Elle est la directrice générale-gérante de la Société des auteurs, compositeurs et éditeurs de musique (SACEM) depuis le 22 octobre 2021.

## Biographie
Cécile Rap-Veber a suivi des études juridiques (diplômée du master 2 de droits des Contrats et droit international privé et du Certificat d'aptitude à la profession d'avocat (Capa) du Barreau de Paris), avant de devenir avocate à la Cour d'appel de Paris.
Héritière d'une longue lignée de créateurs, elle intègre en 2000  Universal Music France. Elle y occupe les fonctions de directrice Legal & Business Affairs jusqu’en 2009 puis de directrice Universal Music Consulting & Content (UMCC) jusqu’en 2013.
Elle entre à la SACEM en 2013 comme directrice des licences, membre du comité exécutif. Ses responsabilités seront progressivement étendues à l’international en 2016. En 2019, elle prend la tête d’un nouveau département, couvrant les licences, l’international mais aussi les Opérations.
En 2020, ses responsabilités sont étendues au Développement. 
Au sein de la SACEM, elle s’occupe de la négociation et des collectes des droits d’auteurs liés à l’exploitation des œuvres du répertoire de la société sur tous les canaux (supports physiques, médias, univers numérique…), en France et à l’international.  Elle est aussi responsable de la négociation et de la gestion des mandats apportés à la SACEM par différents éditeurs anglo-américains, comme UMPG, Wixen, Warner Chappell, Wise Music pour la collecte des droits liés à l’exploitation online de leurs propres répertoires.
Dans ce cadre, elle développe des accords avec les grandes plateformes numériques pour la collecte des droits liés à l'usage des œuvres du répertoire de la SACEM et de ses mandants. Elle négocie et conclut le renouvellement de l’accord entre la SACEM et YouTube en 2013, qui permet aux artistes d’être rémunérés à chaque fois qu’un internaute regarde l’un de leurs morceaux sur la plateforme de vidéos. 
Son action débouche également sur un premier accord avec Netflix en 2014 par lequel les auteurs et compositeurs sont rétribués pour leurs œuvres utilisées dans les contenus audiovisuels consommés sur la plateforme. 
De 2015 à 2017, elle conclut des contrats avec Spotify, Amazon Prime, Apple Music, Soundcloud…
Elle négocie et conclut également 4 accords avec Facebook entre 2017 et 2018 pour les répertoires de la Sacem, d’Universal Music Publishing International, de Wixen Music Publishing et de la société canadienne SOCAN. Cet accord de licence, le 1er au monde, permet d’assurer une rémunération aux ayants droit sur la diffusion et le partage de vidéo aux utilisateurs de Facebook, Instagram, Messenger et Occulus dans 180 pays. 
En 2018, elle signe des contrats avec les éditeurs Strictly Confidential, Impel, Pen Music. En 2020, elle signe un accord avec la société d’auteur coréenne Komca pour la diffusion online de son répertoire en Europe. 
Elle développe aussi des accords sur les droits d’auteurs avec d’autres acteurs du secteur audiovisuel comme Disney+ et Salto.
En 2021, elle contribue à la conclusion par la Sacem d’accords avec la plateforme Twitch et l’application mobile de livestreams Akius.
En 2020 et 2021, elle est à l’initiative de deux réformes de statuts portant sur la simplification du dépôt de la documentation.
Cécile Rap-Veber a également été responsable du développement par la Sacem et IBM de la plateforme « URights », la première plateforme mondiale de traitement des exploitations d’œuvres en ligne.
Le 22 octobre 2021, le conseil d’administration de la Sacem procède à sa nomination comme directrice générale gérante de la Société. Succédant à Jean-Noël Tronc, elle devient la première femme à prendre la direction de la Sacem depuis sa création en 1851.
Elle déclare vouloir « remettre les sociétaires et collaborateurs au cœur de la Sacem », « accélérer (la) transformation technologique » de l’entreprise, « améliorer la qualité de la répartition » et « augmenter la valeur revenant aux créateurs et éditeurs de musique grâce au développement ».  
En tant que directrice générale de la Sacem, elle participe le 26 octobre 2021 à la création de la Société des droits voisins de la presse, dont la Sacem assure la gérance.
En mars 2022, elle publie une tribune prenant position contre la suppression de la redevance audiovisuelle qui "constitue une part importante des créateurs et des éditeurs de musique."
En 2022, elle appelle à "la création de métavers européens", un "véritable enjeu de souveraineté culturelle" précisant: "Nous ne pouvons pas laisser des géants américains ou chinois créer des métavers dans lesquels ils définiront eux-mêmes le droit de la propriété intellectuelle applicable."

## Autres responsabilités
Cécile Rap-Veber est Directrice générale de la Société pour l'administration du droit de reproduction mécanique (SDRM) .
Elle est Vice-Présidente du Conseil d’administration de Copie France et elle est membre du Conseil d’administration de la Confédération internationale des sociétés d'auteurs et compositeurs (CISAC).